# Егоров, Николай Иванович
Никола́й Ива́нович Его́ров (12 декабря 1954, Липецк, СССР) — советский футболист, вратарь и нападающий. Мастер спорта СССР (1988). Судья.

## Карьера
Воспитанник липецкого футбола, начинал играть на позиции вратаря. С 1975 по 1978 год выступал за «Новолипецк», в 185 встречах забил 31 мяч. Сезон 1980 года провёл в «Кубани», в составе которой дебютировал в Высшей лиге СССР, где провёл 17 матчей и забил 5 голов.
С 1981 по 1985 год снова играл за липецкий клуб, уже называвшийся «Металлургом», за это время в его составе принял участие в 106 встречах и забил 58 мячей в первенстве, и ещё сыграл 4 матча в Кубке СССР в 1984 и 1985 годах. Всего за липецкий «Металлург» провёл 291 встречу и забил 89 голов в первенстве СССР, благодаря чему стал лучшим бомбардиром клуба за всю историю. По другим данным, 144 матча отыграл в воротах, 149 — в нападении.

## После карьеры
После завершения карьеры игрока работал с 1987 по 1993 год детским тренером в липецкой СДЮШОР «Металлург». Позже был главным тренером любительской команды «Гидравлик» из города Грязи.

## Образование
В 1976 году окончил Липецкий государственный педагогический институт.